# Juma Namangani
Jumaboi Akhmadjonovitch Khodjiyev (ouzbek : Джумабай Ахмаджанович Ходжиев), plus connu sous son nom de guerre Juma Namangani (ouzbek : Джума Намангани), né en 1968 à Namangan à l'époque en RSS ouzbèke et aujourd'hui en Ouzbékistan, et mort en novembre 2001 en Afghanistan), est un chef militaire djihadiste ouzbek.
Il est l'un des fondateurs en 1997 du mouvement islamique d'Ouzbékistan (MIO) avec Tohir Yo‘ldosh et un allié des Talibans afghans ainsi que d'Oussama Ben Laden, chef d'Al-Qaïda.

## Biographie

### Débuts
Natif de Namangan, situé dans la vallée de Ferghana, Khodjiyev commence par combattre lors de la 1re Guerre d'Afghanistan de 1979 en tant que parachutiste pour l'Armée soviétique à partir de 1980.
À la suite de son expérience afghane, il commence à se radicaliser, puis retourne dans sa ville natale après la guerre. Il s'associe alors avec des islamistes locaux du PRIT (Parti de la renaissance islamique du Tadjikistan) ainsi que du parti révolutionnaire local de l'Adolat (Justice) fondé par Tohir Yo‘ldosh, un jeune mollah désireux d'imposer la charia en Ouzbekistan.

### Guerre civile tadjike
Namangani part ensuite pour le Tadjikistan en 1992 (à la suite de la dissolution de l'Adolat par le gouvernement d'Islam Karimov) avec un groupe de trente combattants ouzbeks ainsi que quelques arabes intermédiaires entre l'Adolat et des financiers saoudiens.
Là-bas, il se met ainsi à recruter de nombreux islamistes ouzbeks fuyant la répression, et parvient à réunir près de 200 combattants en quelques mois, aussi bien des compatriotes que des arabes, déçus des luttes intestines entre factions moudjahidines en Afghanistan.
Avec l'appui du PRIT, qui lui fournissent de nombreux combattants tadjiks, le groupe de Namangani établit petit à petit sa base d'opérations dans la vallée de Tavildara et combat durant la Guerre civile tadjike aux côtés de l'OTU (Opposition tadjike unie). Ils parviennent deux fois brièvement à occuper la ville de Tavildara.
Durant la guerre civile, Namangani s'avère être un redoutable commandant discipliné, grâce à son expérience tactique militaire passée au sein de dans l'Armée rouge, qu'il met en œuvre contre ses ennemis, militaires tadjiks et russes. Selon de nombreux leaders du PRIT, Namangani est un « soldat strict ainsi qu'un bon orateur pouvant mobiliser les foules », s'assurant la loyauté de ses combattants, malgré une personnalité « erratique, caractérielle et autoritaire », ignorant fréquemment les ordres de ses supérieurs.

« C'est surtout un chef de guerrilla, pas un savant islamique. C'est une bonne personne mais non un intellectuel en aucune façon, et il a été façonné par ses propres expériences militaires et politiques plutôt que par l'idéologie islamique, mais il déteste le gouvernement ouzbek. C'est ce qui le motive par-dessus tout. D'une certaine façon, il est un leader par défaut, parce qu'aucun autre leader n'est prêt à prendre de tels risques pour s'opposer à Karimov. »

— Moheyuddin Kabir, PRIT
Namangani s'oppose aux accords de paix entre l'OTU et le gouvernement d'Emomalii Rahmon en juin 1997, mais démobilise bon nombre de ses combattants tout en restant actif dans la vallée de Tavildara.
Il achète ensuite une ferme d'exploitation dans le village tadjik de Hoit ainsi que quelques camions, transportant des marchandises jusqu'à la capitale Douchanbé. Il est également suspecté de servir d'intermédiaire dans le trafic d'héroïne afghane entre le Tadjikistan et le marché européen.

### Mouvement islamique d'Ouzbékistan
En août 1998, Namangani et Yo‘ldosh fondent le MIO (Mouvement islamique d'Ouzbékistan) dans le but de créer une opposition islamique militante à Karimov en Ouzbekistan. Yoʻldosh voyage ensuite en Afghanistan et y établit des contacts avec les Talibans et Al-Qaïda, mais Namangani lui reste au Tadjikistan. Durant l'été 1999, le MIO infiltre le sud du Kirghizistan, près d'Osh puis plus tard de Batken, et se met à prendre des otages. Ainsi, plusieurs kirghizes et de nombreux étrangers sont capturés, parmi eux quatre alpinistes (dont un japonais). Il s'ensuit des accrochages avec l'armée kirghize. À l'approche de l'hiver, le MIO se replie vers la vallée de Tavildara.
De nombreux combattants ouïghours, tchétchènes, ouzbeks, tadjiks, kirghizes, kazakhs, turkmènes viennent rejoindre alors Namangani.
La conséquence de ces raids fut des pressions internationales sur le Tadjikistan, notamment de la part de Karimov, pour déloger le MIO de la vallée de Tavildara. Le PRIT parvient finalement à persuader son ancien allié et ses hommes et quitter la vallée vers novembre 1999. Ainsi, ce sont près de 300 combattants avec leur famille qui, escortés par des troupes russes, rejoignent la frontière afghane où ils sont accueillis par les Talibans et relogés dans la ville de Mazâr-e Charîf.
Une nouvelle alliance se crée, et, en contrepartie de la liberté accordée au MIO d'opérer en Afghanistan contre le gouvernement ouzbek, Namangani et ses hommes soutiennent les Talibans contre l'Alliance du Nord. Ce dernier et Yoʻldosh se rendent ainsi fréquemment à Kandahar pour rendre visite à Oussama Ben Laden et au Mollah Omar pour négocier des armes, munitions et des soutiens financiers.
Namangani aurait ainsi recueilli plus de 20M$ de la part de Ben Laden au début de l'année 2000, ainsi que 15M$ de la part de financiers étrangers, avec lesquels il put équiper et entraîner ses troupes. Le MIO s'autofinance également grâce au commerce d'opium (selon Ralf Mutschke alors chez Interpol, 60 % des exportations d'opium afghan transitent par l'Asie centrale, et Namangani et ses hommes contrôlaient alors 60 % du marché).
En juillet 2000, Namangani retourne dans la vallée de Tavildara avec plusieurs centaines de combattants, pour y déployer à partir de là des hommes en Ouzbékistan et au Kirghizistan. D'intenses combats débutent alors au sud-est de la province de Sourkhan-Daria durant un mois avant que l'armée ouzbeke ne force le MIO à se replier dans les montagnes tadjikes,. Au Kirghizistan, les combattants de Namangani kidnappent dix alpinistes (dont quatre américains), finalement libérés par l'armée.
Ces incursions poussent le gouvernement des États-Unis à inscrire le MIO sur sa liste des organisations terroristes le 25 septembre 2000. Namangani et Yoʻldosh sont la même année condamnés à mort par contumace par le gouvernement ouzbek à la suite des attentats à la bombe de Tachkent le 16 février 1999 (faisant 16 morts et 130 blessés).
Namangani retourne à sa base arrière de Mazâr-e Charîf en octobre 2000, régnant ainsi sur une troupe de 2000 combattants. Au mois de décembre, il part une nouvelle fois avec quelque 300 combattants infiltrer le Tadjikistan et la vallée de Tavildara. À la suite de nouvelles pressions internationales, le gouvernement tadjik parvient une nouvelle fois à le convaincre de repartir pour l'Afghanistan en janvier 2001, cette fois par un pont aérien conduit par des hélicoptères de transport russes. Avant son départ, il prend en mariage une seconde épouse, la fille d'un combattant tadjik tué durant la guerre civile et déjà mère de deux fils.
Le MIO reprend ses offensives à l'été 2001, en réactivant ses cellules dormantes pour attaquer deux camps militaires à la frontière tadjiko-kirghize et un émetteur de télévision à la fin juillet. Ces séries d'attaque laissent alors suggérer que Namangani (qui dirige alors entre 3000 et 5000 hommes entraînés aux côtés des talibans et combattant les forces anti-talibans lors de l'invasion américaine
) a mis en place une nouvelle structure de commandement indépendante pouvant fonctionner sans sa présence.

### Décès
Namangani est certainement mort lors d'une attaque aérienne en Afghanistan en novembre 2001. Des rumeurs à propos de sa mort commencent à partir de la mi-novembre mais les circonstances restent floues, avant que le général Abdul Rachid Dostom de l'Alliance du Nord ne confirme sa mort durant les combats pour contrôler la ville de Kondôz.
Les Talibans affirment pourtant que Namangani aurait été tué lors d'une attaque aérienne près de Kaboul puis secrètement enterré dans la province de Lôgar.
Le journaliste pakistanais Hamid Mir affirme lui de son côté que Namangani serait mort le 6 novembre 2001 à Mazâr-e Charîf et qu'un hommage lui aurait été rendu à lui et Mohammed Atef par Oussama Ben Laden.
À la fin du mois de décembre, au cours d'une conférence de presse conjointe avec Karimov, Rahmon affirme avoir des informations « précises et fiables » sur la mort de Namangani. Le général américain Tommy Franks, dirigeant les forces américaines lors de l'invasion de l'Afghanistan, affirme lors d'une conférence de presse à Tachkent le 24 janvier 2002 qu'il est certifié que Namangani est bien mort, mort confirmée lors d'un nouvel entretien dans la même ville le 23 août 2002 .
Toutefois, un rapport du conseil national de sécurité du Kirghizistan indique en juillet 2002 que Namangani aurait « guérit de ses blessures subies lors de l'hiver précédent et rassemblait des forces dans la région de Badakhshan en Afghanistan ».